# Tichla
Tichla è un villaggio del Sahara Occidentale nella regione del Río de Oro, sul confine mauritano.

## Geografia fisica
È situata pochi chilometri a nord dal confine mauritano, fa parte della regione del Río de Oro . La città è all'interno del sesto muro marocchino e lo rasenta.
La sua altitudine è di m 304 s.l.m.
È uno snodo di transito importante nel Rio de Oro ed ha strade e piste che la collegano direttamente con i centri della regione. È pressoché al centro del confine sud con la Mauritania ed è in posizione intermedia fra Bir Ganduz e Zug, anch'essi centri che rasentano il muro marocchino e il confine sud.

## Società

### Evoluzione demografica
Anche qui vi è stata una forte sostituzione, o meglio integrazione, fra i residenti precedenti al 1975 con nuovi coloni marocchini.
Tabella abitanti:
| Anno              | Abitanti |
| ----------------- | -------- |
| 1994 (censimento) | 290      |
| 2004 (censimento) | 6.036    |

## Tichla a Tindouf
Nelle quattro wilaya in cui si strutturano i campi dei rifugiati Saharawi a Tindouf, Tichla una daira nella wilaya di Auserd della RASD.

## Amministrazione

### Gemellaggi
- Serravalle Pistoiese
- Vernio
- Vicopisano
- Montespertoli
- Oiartzun
- Parres
- Zestoa
- Rivas